# معجزات المسيح على الطبيعة
معجزات المسيح على الطبيعة، هي مجموعة المعجزات التي يذكرها العهد الجديد في إطار النشاط العلني ليسوع المسيح، وتظهر تحكم المسيح من خلالها بظاهرة طبيعية معينة.
- معجزة عرس قانا الجليل، حين صيّر المسيح الماء خمرًا، والتي كانت حسب الراوية الرسمية أولى معجزاته في يوحنا 2: 1-11.
- تهدئة العاصة التي ضربت بحيرة طبرية، وكانت أن ترق المركب الذي يحمل المسيح ومعه التلاميذ، في متى 8: 23-27؛ مرقس 4: 35-41؛ لوقا 8: 22-25.
- سير المسيح على الماء في بحيرة طبرية أيضًا، وقد اضطرب التلاميذ قائلين "إنه شبح"، في متى 14: 22-36؛ مرقس 6: 45-52؛ يوحنا 6: 15-21.
- لعن شجرة التين التي لم تحمل ثمرًا، فيبست الشجرة ة، في متى 21: 18-22؛ مرقس 11: 12-24.
- إظهار النقد في فم السمكة، متى 17: 24-25.